# Bauko
Bauko ist eine philippinische Stadtgemeinde in der Provinz Mountain Province. Bauko ist die bevölkerungsreichste Stadtgemeinde der Provinz, sie hat 31.065 Einwohner (Zensus 1. August 2015).

## Baranggays
Bauko ist administrativ in 22 Baranggays unterteilt.
| - Abatan - Bagnen Oriente - Bagnen Proper - Balintaugan - Banao - Bila (Bua) - Guinzadan Central - Guinzadan Norte | - Guinzadan Sur - Lagawa - Leseb - Mabaay - Mayag - Monamon Norte - Monamon Sur | - Mount Data - Otucan Norte - Otucan Sur - Poblacion (Bauko) - Sadsadan - Sinto - Tapapan |